# Opowieści weekendowe: Damski interes
Opowieści weekendowe: Damski interes – polski film psychologiczny z roku 1996 w reżyserii Krzysztofa Zanussiego.

## Fabuła
Zofia jest skromną, samotną kobietą. Pewnego dnia spotyka się z koleżankami, z którymi działała w Solidarności, by powspominać stare czasy. Oglądając telewizję kobiety dostrzegają byłą urzędniczkę (obecnie business-woman) opresyjnego systemu, przez którą Zofia nie mogła wyjechać do swojego chłopaka za granicę, w wyniku czego ich związek się rozpadł. Koleżanki Zofii postanawiają same wymierzyć sprawiedliwość.

## Obsada
- Joanna Szczepkowska – Zofia
- Marta Lipińska – Anna
- Anna Nehrebecka – Dorota
- Magdalena Zawadzka – Łukowska
- Magdalena Warzecha – Iza
- Mariusz Sibiga – Robert
- Andrzej Pieczyński – mężczyzna ze Śląska